# Nicole Stone
Nicole Stone –conocida como Nikki Stone– (Princeton, 4 de febrero de 1971) es una deportista estadounidense que compitió en esquí acrobático, especialista en la prueba de salto aéreo.
Participó en dos Juegos Olímpicos de Invierno, en los años 1994 y 1998, obteniendo una medalla de oro en Nagano 1998, en la prueba de salto aéreo.
Ganó dos medallas en el Campeonato Mundial de Esquí Acrobático, oro en 1995 y bronce en 1999.

## Medallero internacional
| Juegos Olímpicos   | Juegos Olímpicos    | Juegos Olímpicos  | Juegos Olímpicos |
| Año                | Lugar               | Medalla           | Competición      |
| ------------------ | ------------------- | ----------------- | ---------------- |
| 1998               | Nagano (Japón)      | Medalla de oro    | Salto aéreo      |
| Campeonato Mundial |                     |                   |                  |
| Año                | Lugar               | Medalla           | Competición      |
| 1995               | La Clusaz (Francia) | Medalla de oro    | Salto aéreo      |
| 1999               | Meiringen (Suiza)   | Medalla de bronce | Salto aéreo      |